# Константин Кантемир
Константин Кантемир (молд. Constantin Cantemir, *1612 — †27 березня 1693) — господар Молдовського князівства з 15 (25) червня 1685 по 27 березня 1693, батько Дмитрія і Антіоха Кантемирів.

## Біографія
Другим шлюбом був одружений зі своєю родичкою, боярською дочкою Анною Бантиш (? -1667).
Після смерті батька, убитого турками, втік до Польщі, де служив у військах королів Владислава та Казимира, пізніше перейшов на службу у Волощину, потім у Молдову.
У 1672 врятував гарем султана Магомета IV, яким ледь не заволоділи поляки після Хотинської битви. За це після скинення Думитрашку Кантакузіно (25 червня 1685) Кантемир був призначений правителем Молдови. Тоді йому було близько 73 років. Ходили чутки, що він був з татарського роду, який вів свій родовід від Хан-Темира (XVI століття). Кантемир ввів кілька нових податків, намагався боротися з крадіжками і бандитизмом, встановив дипломатичні зв'язки з Габсбургами.
Під час антитурецкої кампанії польського короля Яна Собеського в 1685 і 1686 роках господар Кантемир відмовився приєднатися до нього відкрито, але таємно допомагав йому, коли Собеський мусив відступити після Боянської битви.
Константин був неписьменним. У 1691-му, в результаті інтриг, він наказав стратити Мирона Костіна, якого підозрював в бажанні захопити владу. Мав рідкісне для молдовських правителів щастя померти на престолі, після 8-річного правління.